# Кузнецово-Михайловская волость
Кузнецово-Михайловская волость — историческая административно-территориальная единица Миусского, затем Таганрогского округа Области Войска Донского с центром в слободе Кузнецово-Михайловка.
По состоянию на 1873 год состояла из единственной слободы — Кузнецово-Михайловская, слобода у реки Грузский Еланчик в 42 верстах от окружной станицы, население — 1184 человек (611 мужского пола и 573 — женского), 183 дворовых хозяйства и 4 отдельных дома, в хозяйствах насчитывалось 75 плугов, 298 лошадей, 303 пары волов, 1745 обычных и 350 тонкорунных овец.